# Princeton Stadium
Le Princeton Stadium, également connu sous le nom de Powers Field at Princeton Stadium, est un stade de football américain, situé dans la ville de Princeton, dans le New Jersey.
Le stade, doté de 27 773 places et inauguré en 1998, appartient à l'Université de Princeton et sert d'enceinte à domicile à l'équipe universitaire des Tigers de Princeton (pour le football américain).

## Histoire
La construction du stade débute en 1997 et s'achève un an plus tard, pour remplacer l'ancien stade des Tigers de Princeton, le Palmer Stadium, antre à domicile du club depuis 1914. L'extérieur du stade rappelle d'ailleurs le Palmer Stadium.
L'inauguration a lieu le 19 septembre 1998, lors d'une victoire 6-0 des Tigers de Princeton sur le Big Red de Cornell, et ce devant 27 800 spectateurs.
Jusqu'en 2006, le terrain était fait d'une pelouse naturelle, avant d'être remplacé par une pelouse synthétique de style FieldTurf.
Depuis 2007, le terrain de jeu est renommé le Powers Field at Princeton Stadium. Durant l'automne 2008, un mur d'escalade est installé sur un des piliers du stade.
L'équipe de football américain des Tigers de Princeton, en plus de disputer ses rencontres officielles au stade, s'y entraîne également.

## Galerie

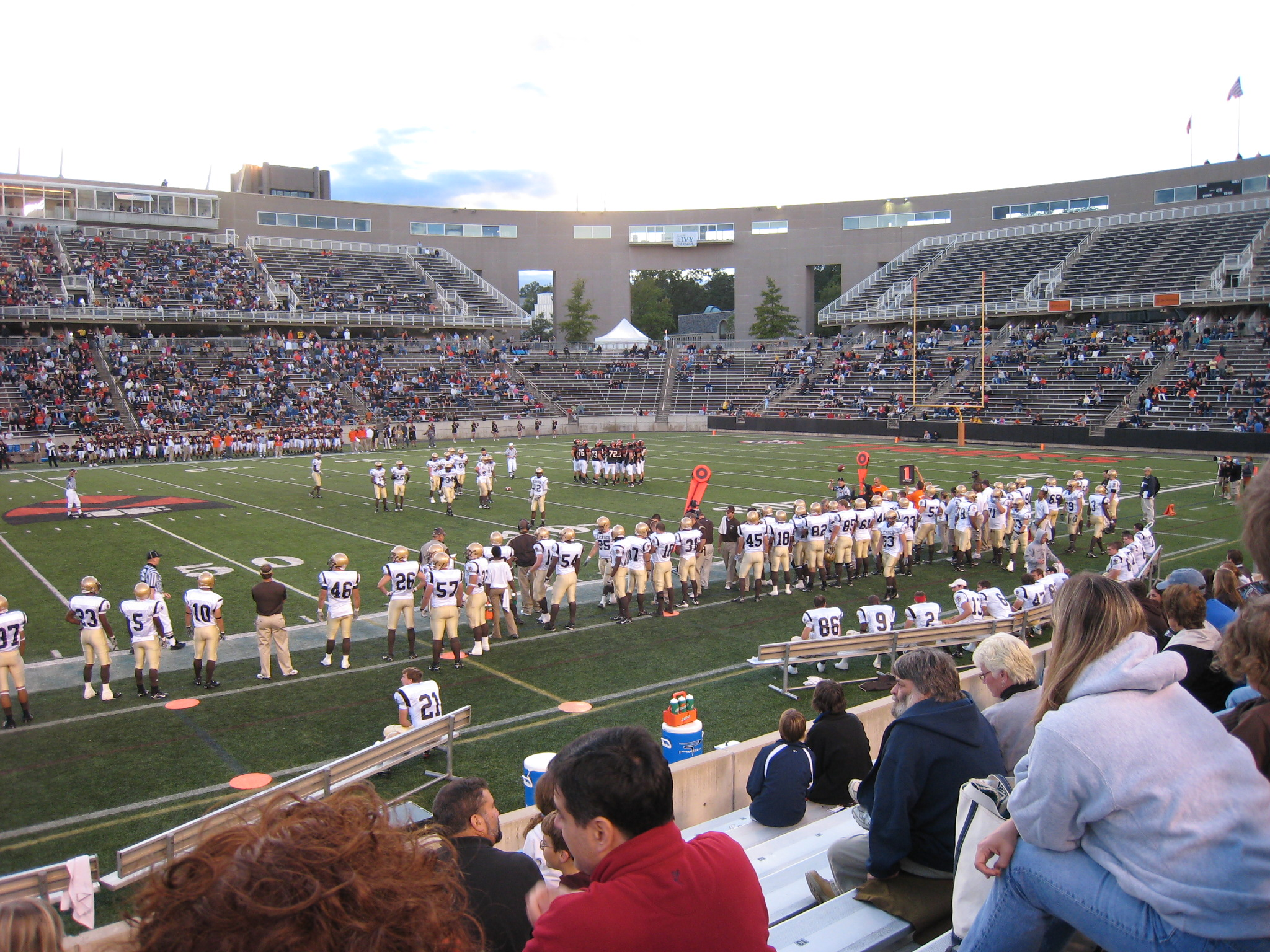
Princeton Stadium